# Speed (canção)
"Speed" (スピード) é o quarto single da banda de rock japonesa Buck-Tick. Foi lançado como o primeiro single do sexto álbum de estúdio do grupo, Kurutta Taiyou, em 21 de janeiro de 1991 pela Victor Entertainment. "Speed" foi lançado em um CD de 8cm em uma caixa de tipo fita cassete que apresenta uma versão retrabalhada da capa de Kurutta Taiyou. O single atingiu a terceira posição na Oricon Singles Chart durante a terceira semana de 1991 e vendeu cerca de 170.000 cópias em todo o mundo.

## Gravação e lançamento
"Speed" foi escrita pelo vocalista Atsushi Sakurai e composta pelo guitarrista Hisashi Imai para o sexto álbum de estúdio do Buck-Tick, Kurutta Taiyou, logo após o lançamento do quinto álbum de estúdio, Aku no Hana. Inicialmente, a música era intitulada "Acid", no entanto, o título foi alterado para "Speed" porque a banda considerou que intitular "Acid" era "muito arriscado", já que Imai foi preso por posse ilegal de LSD após um show durante a turnê do grupo em promoção ao seu quarto álbum de estúdio Taboo em maio de 1989. "Speed", junto com seu B-Side "Narcissus", foi gravada em 18 de outubro de 1990 no Victor Studio em Tóquio, durante as sessões de gravação de Kurutta Taiyou. A canção foi lançada como o primeiro single do álbum em 21 de janeiro de 1991. Na letra presente no encarte de Kurutta Taiyou, a linha "ii ashido" (bom ácido) foi censurada pela gravadora do grupo, Victor Entertainment. Sakurai fez referências a isso sussurrando várias drogas ou não cantando a linha durante as apresentações ao vivo. O videoclipe foi dirigido por Wataru Hayashi.

## Perfomances ao vivo
Desde o seu lançamento, "Speed" se tornou uma das canções favoritas dos fãs, sendo apresentado na maioria dos shows do grupo desde 1990, embora tenha sido menos executada nos últimos anos desde 2010. Durante a maioria das apresentações ao vivo da música, Sakurai muda a linha "ii ashido" (bom ácido) e sussurra a palavra "jouzai" (pílula) como uma referência à linha que está sendo censurada na letra presente no encarte original do álbum. Porém, durante uma performance ao vivo no programa TV Music Station em 1991, Sakurai segurou o microfone durante essa parte e murmurou "kokain" (cocaína) para a câmera.

## Versões cover
"Speed" foi tocada por MCU do grupo de pop/hip hop Kick the Can Crew para o primeiro álbum tributo a Buck-Tick Parade -Respective Tracks of Buck-Tick- em 2005. A banda de visual kei rock 9Goats Black Out fez um cover para a compilação Crush!: 90s V-Rock Best Hit Cover Songs em 2011. O álbum apresenta bandas visual kei atuais fazendo covers de bandas que foram importantes para o movimento dos anos 90.

## Faixas
Todas as letras escritas por Atsushi Sakurai. 
| N.º            | Título                 | Música           | Duração |  |
| 1.             | "Speed" (スピード)     | Hisashi Imai     | 4:54    |  |
| 2.             | "Narcissus" (ナルシス) | Hidehiko Hoshino | 4:10    |  |
| Duração total: | Duração total:         | Duração total:   | 9:05    |  |

## Ficha técnica
- Atsushi Sakurai - vocais principais
- Hisashi Imai - guitarra solo
- Hidehiko Hoshino - guitarra rítmica
- Yutaka Higuchi - baixo
- Toll Yagami - bateria